# TBS 목요일 10시 드라마
TBS 목요일 10시 드라마는 TBS에서 1977년부터 2008년까지 목요일 22:00에 방송되었던 텔레비전 드라마이다. 1990년 《뜬 구름》부터 1999년 《P.S. 잘 있습니다, 슌페이》까지는 「목요 드라마」라는 애칭으로 불렸다.

## 개요
목요 드라마가 시작하기 전에 22시대에는 《기노시타 게이스케·인간의 노래 시리즈》(1970년-1977년)나 《목요좌》(1978-1983년) 및 가네보 그룹 제공으로 《가네보 목요 극장》 (2002-2003년)이라는 일련의 드라마 시리즈가 병영되었다.
본 시리즈는 주로 어른들에게 적합한 드라마를 중심으로 방영되어, 대표적인 작품으로는 《장남의 아내》(1994년), 《한낮의 달》(1996년), 《스토커·유혹하는 여자》(1997년), 《마녀의 조건》(1999년) 등이 있다.
TBS계열국 외에 아키타현에서는 기본적으로 TBS 목요일 10시 드라마는 방송되지 않지만, 작품에 따라서는 TBS 계열의 아키타 방송으로 방송될 경우가 있었다. (《다카하라로 오세요》같은 경우는 같은 아키타 현의 TV 아사히 계열 아키타 마이니치 방송에서 방송 되었다).
드라마가 시작한 후에도 자주 버라이어티로 교체되어 방영되는 것이 많았던 목요일 22시대. 특히 최근에는 타방송사와의 경합에서 시청률이 한자리대인 것도 흔한 일이고, 그 중에서는 모든 화가 한자리대 시청률에 머무른 작품, 게다가 예정보다 단축되는 작품까지 나오는 상태였다.
이러한 시청률 침체가 오래 지속되자, 2008년 1분기 《너무 좋아!!》를 끝으로 토요일 20시 대로 흡수되어 종료. 그 때문에 그 때까지 토요일 20시 대에 방송되던 버라이어티는 당 시간대로 아라시가 진행을 맡은 버라이어티 《비밀의 아라시짱!》이 옮겨왔다.

## 평균 시청률 10선
- 1위 《마녀의 조건》(1999년) 21.5%
- 2위 《한낮의 달》(1996년) 20.7%
- 3위 《장남의 아내》(1994년) 20.5%
- 4위 《스토커·유혹하는 여자》(1997년) 19.2%
- 5위 《장남의 아내2~본가 천국》(1995년) 15.5%
- 6위 《의무와 연기》(1996년) 15.2%
- 7위 《언짢은 과일》(1997년) 14.7%
- 8위 《한 여름의 러브레터》(1995년) 14.6%
- 9위 《남자가 싫어》(1994년) 14.6%
- 10위 《여계가족》(2005년) 13.8%

## 방송 작품

### 제1기
- 신선조 시말전 (1977년 4월~9월)
- 오센 (1977년 10월~12월)
- 춤추는 집 (1978년 1월~3월)

### 제2기
- 뜬 구름 (1990년 10월~1991년 3월)

### 제3기
- 잠 못 이루는 밤을 세고 (1992년 4월~6월)
- 싫어하지 않아 (1992년 7월~9월)

### 제4기

#### 1994년
- 장남의 아내 (주연 : 아사노 유코)
- 남자가 싫어 (주연 : 기쿠치 모모코)
- 가족A (주연 : 노무라 히로노부, 나츠카와 유이)

#### 1995년
- 나, 아군입니다 (주연 : 다치 히로시, 이시구로 겐)
- 악마의 계절 (주연 : 마츠자카 게이코)
- 한 여름의 러브레터 (주연 : 마츠시타 유키)
- 장남의 아내2~본가 천국 (주연 : 아사노 유코)

#### 1996년
- 리스키 게임 (주연 : 마츠시타 유키)
- 결혼하자 (주연 : 에구치 요스케)
- 한낮의 달 (주연 : 오다 유지, 도키와 다카코)
- 의무와 연기 (주연 : 아사노 유코)

#### 1997년
- 스토커·유혹하는 여자 (주연 : 진나이 다카노리, 히나가타 아키코)
- 친구의 연인 (주연 : 사쿠라이 사치코, 세토 아사카)
- 토모코와 토모코 (주연 : 다나카 미사코, 이이지마 나오코)
- 불쾌한 과실 (주연 : 이시다 유리코)

#### 1998년
- Sweet Season (주연 : 마츠시마 나나코, 시이나 깃페이)
- 러브 어게인 (주연 : 와타베 아츠로, 이시다 사유리)
- 러브와 에로스 (주연 : 아사노 아츠코)
- 가면의 여자 (주연 : 히나다카 아키코, 이시다 준이치)

#### 1999년
- 엄마 자전거 형사 (주연 : 아사노 유리코, 다나카 미사코)
- 마녀의 조건 (주연 : 마츠시마 나나코, 타키자와 히데아키)
- P.S. 잘 있습니다, 슌페이 (주연 : 도모토 코이치, 세토 아사카)

### 제5기

#### 2003년
- 당신의 인생을 옮겨드립니다! (주연 : 후지와라 노리카, 야마구치 도모미츠)
- 다카하라로 오세요 (주연 : 사토 코이치)
- 맨하탄 러브스토리 (주연 : 마츠오카 마사히로)

#### 2004년
- 돌하우스~특명여성수사반~ (주연 : 마츠시타 유키, 아다치 유미)
- 새로운 바람 (토모사카 리에, 요시다 에이사쿠)
- 이혼남 (주연 : 다카하시 가즈노리, 다카시마 마사노부)
- 핫맨2 (주연 : 소리마치 다카시)

#### 2005년
- H2~너와 있던 날들 (주연 : 야마다 다카유키)
- 더러워진 혀 (주연 : 이이지마 나오코)
- 여계가족 (주연 : 요네쿠라 료코)
- 오늘밤 홀로 침대에서 (주연 : 모토키 마사히로, 세토 아사카)

#### 2006년
- 가치바카! (주연 : 다카하시 가즈노리)
- 쓰레기 변호사 (도요카와 에츠시, 이토 히데아키)
- 신부는 액년! (주연 : 시노하라 료코)
- 혐오스런 마츠코의 일생 (주연 : 우치야마 리나)

#### 2007년
- 반짝반짝 연수의 (주연 : 고니시 마나미)
- 고독한 도박~사랑하는 사람이여~ (주연 : 이토 히데아키, 하세가와 쿄코)
- 어깨너머의 연인 (주연 : 요네쿠라 료코, 다카오카 사키)
- 죠시데카!-여자형사- (주연 : 나카마 유키에, 이즈미 핀코)

#### 2008년
- 너무 좋아!! (주연 : 카리나)